# Amboy (Illinois)
Amboy – miasto w Stanach Zjednoczonych, w stanie Illinois, w hrabstwie Lee.